# Grete Schroeder-Zimmermann
Grete Schroeder-Zimmermann (* 12. Dezember 1887 in Ribnitz, Mecklenburg-Schwerin; † 15. September 1955 in Berlin) war eine deutsche Architektin der ersten Architektinnengeneration im Deutschland der Zwischenkriegszeit. Nach dem Zweiten Weltkrieg war sie als Dozentin an der Hochschule für Bildende Künste in Berlin tätig.

## Leben und Wirken
Grete Zimmermann wurde als Tochter des Maurer- und Zimmermeisters Felix Zimmermann und seiner Frau Olga Zimmermann geb. Torkuhl, die aus einer Lübecker Patrizierfamilie stammte, geboren. Sie besuchte die städtische Höhere Mädchenschule in Görlitz und arbeitete von 1905 bis 1906 im Baugeschäft des Vaters in Steinau an der Oder.
Von 1906 bis 1909 besuchte Grete Zimmermann die Akademie für Kunst und Kunstgewerbe Breslau, wo sie in der Architekturklasse von Hans Poelzig war. Anschließend war sie als Architektin in dessen Privatatelier tätig (1909–1914). Von 1911 bis 1912 wirkte Zimmermann als Architektin an verschiedenen Bauprojekten Poelzigs, wie der Chemischen Fabrik in Luboń bei Posen, an Wohn- und Geschäftshäusern in Breslau (1913) oder den Bauten der Römergrube bei Rybnik (1914–1915). 1913 nahm sie mit dem Architekten R. Schweder an einem Wettbewerb zur Gestaltung des Marktplatzes der Gartenstadt Carlowitz in Breslau  teil und war an den Entwürfen für den Wettbewerb zum Königlichen Opernhaus in Berlin beteiligt. 1914 heiratete sie den Architekten Reinhold Rudolph Schroeder aus Breslau. Als Angestellte im Hochbauamt des Magistrats von Breslau war sie zuständig für die Bearbeitung von Friedhofsanlagen und die architektonische Ausarbeitung von zwei Breslauer Brücken.
1917 kam Grete Schroeder-Zimmermann nach Dresden, wo sie unter Stadtbaurat Hans Poelzig an der Bearbeitung von Schulhausbauten, Feuerwachen und der Hauptfeuerwache tätig war. 1919 wurde sie als verheiratete Frau Opfer des Doppelverdiener-Erlasses und musste ihre Arbeit aufgeben. Von 1919 bis 1925 arbeitete sie als Privatarchitektin und war Leiterin der Entwurfs- und Zeichenabteilung eines Breslauer Architekturateliers für Innenausbauten. 1923 erfolgte die Scheidung von Reinhold Schroeder. 
Von 1925 bis 1930 studierte sie an der Technischen Hochschule Berlin Architektur und wurde 1930 Assistentin am Lehrstuhl für Baugeschichte dieser Hochschule. Diese Tätigkeit übte sie bis 1940 aus. Von 1940 bis 1941 war sie angestellte Architektin beim Oberfinanzpräsidenten Berlin und von 1941 bis 1944 bei der preußischen Bau- und Finanzdirektion Berlin. 1945 erfolgte die Flucht mit Tochter und Enkelsohn.
Nach dem Krieg war sie 1945–1955 Dozentin an der Hochschule für Bildende Künste Berlin.
Der Nachlass von Grete Schroeder-Zimmermann, der den Einfluss von Hans Poelzig erkennen lässt, enthält neben Archivalien, Büchern, Zeitschriften und Zeichnungen auch Fotografien, die bislang unbekannte frühe Bauprojekte Hans Poelzigs aus seiner Breslauer Zeit dokumentieren. Erhalten geblieben sind zudem fünf Skizzen ihres Lehrers.

## Mitgliedschaften
- 1930 Mitglied im Architekten- und Ingenieur-Verein zu Berlin
- 1933 Mitglied im Kampfbund Deutscher Architekten und Ingenieure
- 1933 Mitglied der Nationalsozialistischen Betriebszellenorganisation
- 1934 Mitglied des Nationalsozialistischen Lehrerbunds
- 1935 Mitglied im Bund Deutscher Architekten